# Scooby-Doo : Retour sur l'île aux zombies
Série
Scooby-Doo et la Malédiction du treizième fantôme
(2019) Joyeux Halloween, Scooby-Doo!
(2020)
Pour plus de détails, voir Fiche technique et Distribution.
Scooby-Doo : Retour sur l'île aux zombies (Scooby-Doo: Return to Zombie Island) est un vidéofilm d'animation américain réalisé par Cecilia Aranovich Hamilton, sorti en 2019. Il s'agit du 33e long métrage de la franchise Scooby-Doo, détenue par Warner Bros., suite directe du film Scooby-Doo sur l'île aux zombies sorti en 1998.

## Synopsis
Revoilà Fred, Daphné, Véra, Sammy et Scooby à La Nouvelle-Orléans en Louisiane pour une nouvelle aventure de zombies.

## Fiche technique
- Titre : Scooby-Doo : Retour sur l'île aux zombies
- Titre original : Scooby-Doo: Return to Zombie Island
- Réalisation : Cecilia Aranovich et Ethan Spaulding
- Scénario : Jeremy Adams
- Musique : Robert J. Kral
- Montage : Robert Ehrenreich
- Production : Amy McKenna et Rick Morales
- Société de production : Hanna-Barbera Home Video et Warner Bros. Animation
- Pays de production :  États-Unis
- Genre : Animation, aventure et comédie horrifique
- Durée : 82 minutes
- Dates de sortie : 
  - États-Unis : 3 septembre 2019
  - France : 11 septembre 2019

## Doublage

### Version originale
- Frank Welker : Scooby-Doo / Fred Jones
- Grey Griffin : Daphné Blake
- Matthew Lillard : Sammy Rogers
- Kate Micucci : Véra Dinkley
- Janell Cox : homme-chat / sœur Withers
- David Herman : Jack / shérif
- John Michael Higgins : Alan Smithee
- Dave B. Mitchell : chauffeur / capitaine du ferry
- Cassandra Peterson : Elvira
- Roger Rose : chef des hommes-chats / narrateur
- Travis Willingham : Seaver

### Version française
- Mathias Kozlowski : Fred Jones
- Céline Melloul: Daphné Blake
- Éric Missoffe : Scooby-Doo / Sammy Rogers
- Caroline Pascal : Véra Dinkley
- Jean-François Kopf : Alan
- Catherine Nouchi : Elvira
- Jean-François Aupied : Shériff
- Pascal Germain : Seaver